# Beinwil (Argóvia)
Beinwil é uma comuna da Suíça, no Cantão Argóvia, com cerca de 951 habitantes. Estende-se por uma área de 11,28 km², de densidade populacional de 84 hab/km². Confina com as seguintes comunas: Auw, Benzenschwil, Geltwil, Hohenrain (LU), Lieli (LU), Mühlau, Müswangen (LU), Sulz (LU).
A língua oficial nesta comuna é o Alemão.